# Orbáncfűfélék
Az orbáncfűfélék (Hypericaceae) családja az APG rendszerezése szerint a Malpighiales rendbe tartozik. A családot a trópusokon főleg fák, a mérsékelt öv felé haladva előbb cserjék, majd lágyszárú növények képviselik, a Kárpát-medencében egyetlen nemzetség, a Hypericum honos. Jellemző a levelekben található sok olaj-, a fatestben gyanta- vagy balzsamjárat.

## Rendszerezés

### APG-rendszer
Az 1998-ban kiadott APG-rendszer a Hypericaceae családot az egyéb családokat is egyesítő Clusiaceae (Guttiferae) családba sorolta, de az APG II már önálló családként kezeli a következő nemzetségekkel:
Cratoxylum – Eliea – Harungana (50 faj) – Hypericum (370 faj) – Lianthus – Thornea – Triadenum – Santomasia – Vismia (55 faj)

### Egyéb rendszerek
A korábbi rendszerezők többsége a családot a teavirágúak (Theales vagy Guttiferales) rendbe sorolták önálló családként, vagy a Clusiaceae illetve Guttiferae családok részeként. Tahtadzsján a Hypericales rendbe sorolta.

## Jellemzők
A levelek általában ép szélűek, a száron átellenesen állnak, alakjuk hosszúkás elliptikus, pálhák nincsenek. A levelekben található olajmirigyek vagy olajjáratok a levél felszínén áttetsző pontokként jelennek meg. Virágaik sugaras szimmetriájúak, a virágtakarót 5 csésze és 5 szirom alkotja, melyek nem forrtak össze, szabadok. A porzók száma sok, de legalább 4, gyakran falkákba összenőttek, olykor meddők (staminodium). A termőlevelek száma is változó, a magház felső állású. Gyakori a kúpos virágtengely.

## Kapcsolódó lapok
- közönséges orbáncfű